# Saccharissa contigens
Saccharissa contigens is een vliesvleugelig insect uit de familie Eucharitidae. De wetenschappelijke naam is voor het eerst geldig gepubliceerd in 1862 door Walker.